# Liste des îles des Tonga
Liste des Îles des Tonga

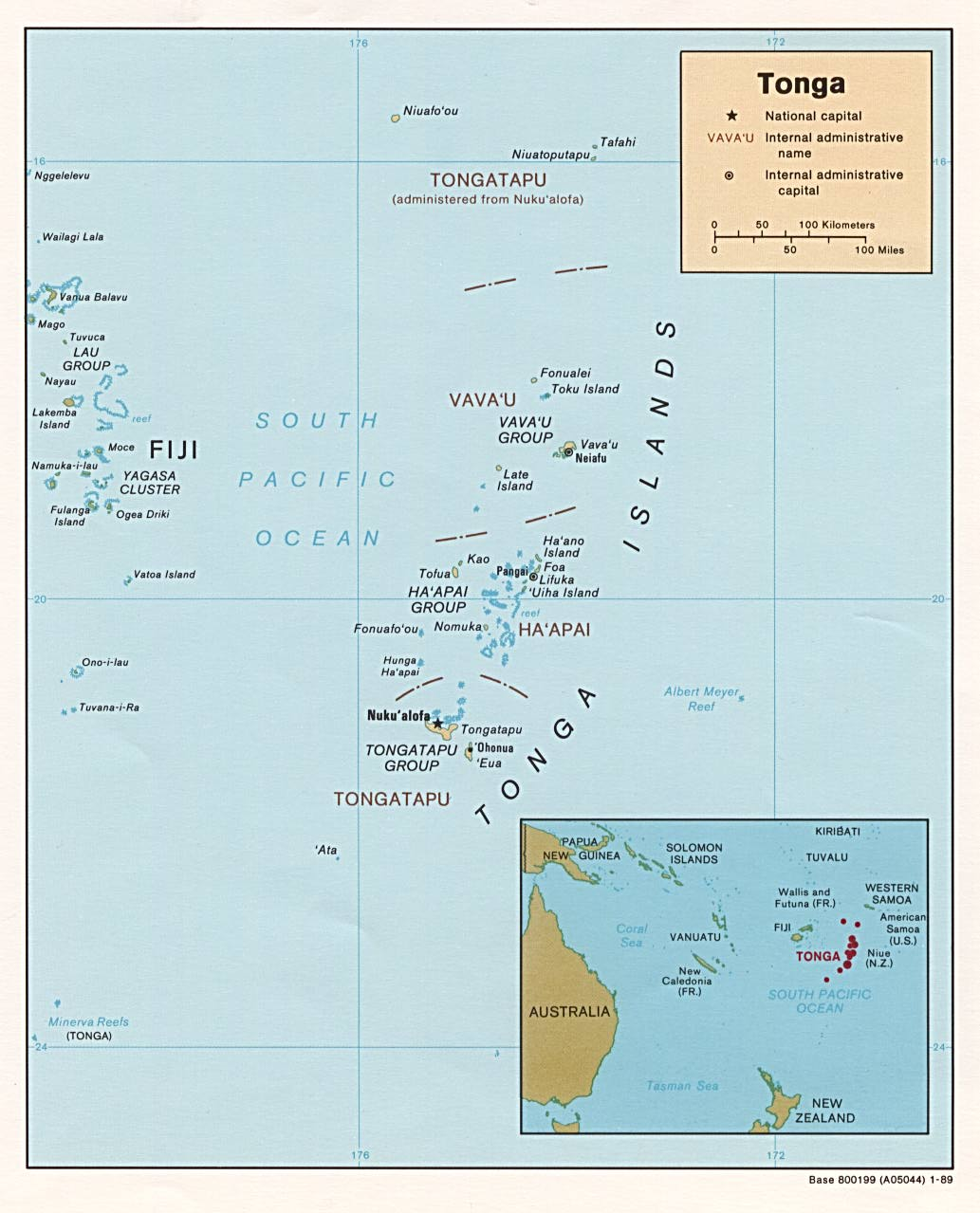
Carte des Tonga et localisation dans le Pacifique Sud.

Les Tonga sont composés de 176 îles pour une superficie terrestre de 750 km2. 52 îles sont habitées. Les îles sont éparpillées sur une zone du Pacifique sud de 700 000 km2 et divisées en quatre groupes.

## Tongatapuou groupe des îles du Sud
- Tongatapu (21° 12′ S, 175° 12′ O). C'est la plus grande île des Tonga (259 km2) et la plus peuplée (71 000 habitants). Elle, abrite la capitale de l'État tongien, Nukuʻalofa.
  - Plusieurs îlots se trouvent dans le lagon au nord de Tongatapu :
  - Fukave
  - Nuku
  - ʻAtā
- ʻAta (22° 08′ 56″ S, 176° 10′ 41″ O) Inhabitée.
- ʻEua (21° 22′ 52″ S, 174° 55′ 59″ O) 87 km2, 5 165 habitants, volcanique.
- Récifs de Minerva (23° 23′ S, 178° 58′ O).

## Haʻapaiou groupe des îles du Centre

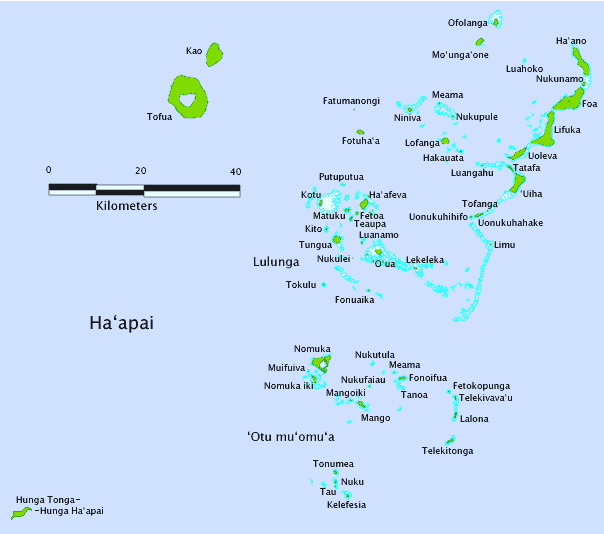
Carte du groupe de Haʻapai.

Le groupe de Haʻapai se compose de 51 îles dont 17 sont habitées (7 570 personnes au recensement de 2006), principalement dans le sous-groupe de Lifuka.
Le sous-groupe de Lulunga est située dans la partie sud-ouest; le sous-groupe de Nomuka (localement dénommé ʻOtu Muʻomuʻa est plus au sud.

### Sous-groupe de Lifuka
- Fatumanongi (19° 46′ 08″ S, 174° 43′ 52″ O) Inhabitée.
- Foa (19° 44′ 56″ S, 174° 17′ 53″ O) 13,4 km2, 1 485 habitants
- Fotuhaʻa (19° 48′ 43″ S, 174° 43′ 08″ O) 1,14 km2, 132 habitants
- Hakauata (19° 50′ 46″ S, 174° 31′ 01″ O) Inhabitée
- Haʻano (19° 40′ 26″ S, 174° 16′ 41″ O) 6,58 km2, 477 habitants
- Kao (19° 40′ 08″ S, 175° 00′ 50″ O), Volcanique, inhabitée, possède le point culminant des Tonga : 1 030 mètres. L'île est située avec Tofua à l'extrême ouest du groupe.
- Lifuka (19° 48′ 25″ S, 174° 20′ 38″ O) 11,4 km2, 2 968 habitants.
- Limu (20° 01′ 16″ S, 174° 27′ 18″ O) Inhabitée.
- Lofanga (19° 49′ 34″ S, 174° 32′ 56″ O) 1,45 km2, 163 habitants.
- Luahoko (19° 40′ 19″ S, 174° 23′ 28″ O) Inhabitée.
- Luangahu (19° 52′ 19″ S, 174° 28′ 26″ O) Inhabitée.
- Meama (19° 45′ 22″ S, 174° 33′ 40″ O) Inhabitée.
- Moʻungaʻone (19° 38′ 13″ S, 174° 29′ 02″ O) Inhabitée.
- Niniva (19° 46′ 08″ S, 174° 37′ 16″ O) Inhabitée.
- Nukupule (19° 46′ 48″ S, 174° 32′ 02″ O) Inhabitée.
- Ofolanga 19° 36′ 00″ S, 174° 27′ 00″ O Inhabitée.
- Tofua (19° 44′ 53″ S, 175° 03′ 54″ O) 55,6 km2, 50 habitants, volcanique avec caldeira; l'île est située avec Kao à l'extrême ouest du groupe
- Uoleva (19° 51′ 00″ S, 174° 24′ 11″ O) Inhabitée en permanence, mais dispose de petites stations balnéaires.
- Uonukuhahake (19° 57′ 58″ S, 174° 28′ 48″ O) Inhabitée.
- ʻUiha (19° 54′ 07″ S, 174° 24′ 04″ O) 5,36 km2, 638 habitants.

### sous-groupe de Lulunga
La plupart des îles du sous-groupe de Lulunga sont inhabitées.
- Fakahiku (20° 02′ 38″ S, 174° 42′ 04″ O)
- Fetoa (19° 57′ 58″ S, 174° 43′ 23″ O)
- Fonuaika (20° 06′ 40″ S, 174° 41′ 56″ O)
- Foua (20° 00′ 14″ S, 174° 44′ 24″ O)
- Haʻafeva (19° 56′ 53″ S, 174° 42′ 32″ O) Principale île du sous-groupe, 300 habitants.
- Kito (20° 00′ 00″ S, 174° 47′ 02″ O) 200 habitants.
- Kotu (19° 56′ 53″ S, 174° 47′ 49″ O)
- Lekeleka (20° 04′ 08″ S, 174° 36′ 18″ O)
- Luanamo (20° 01′ 19″ S, 174° 42′ 50″ O)
- Matuku (19° 57′ 50″ S, 174° 44′ 35″ O) habitée.
- Nukulei (20° 03′ 07″ S, 174° 43′ 52″ O)
- Pepea (20° 02′ 42″ S, 174° 42′ 18″ O)
- Putuputua (19° 54′ 43″ S, 174° 42′ 18″ O)
- Teaupa (19° 58′ 34″ S, 174° 44′ 10″ O)
- Tokulu (20° 06′ 07″ S, 174° 47′ 17″ O)
- Tungua (20° 00′ 58″ S, 174° 45′ 50″ O)
- ʻOʻua (20° 02′ 17″ S, 174° 40′ 44″ O)

### ʻOtu Muʻomuʻa
- Hunga Haʻapai (20° 32′ 35″ S, 174° 24′ 22″ O) Inhabitée.
- Hunga Tonga (20° 32′ 02″ S, 174° 22′ 26″ O) Volcan sous-marin.
- Nomuka (20° 15′ 00″ S, 174° 47′ 38″ O) 7 km2, 400/500 habitants.

## Vavaʻuou groupe des îles du Nord

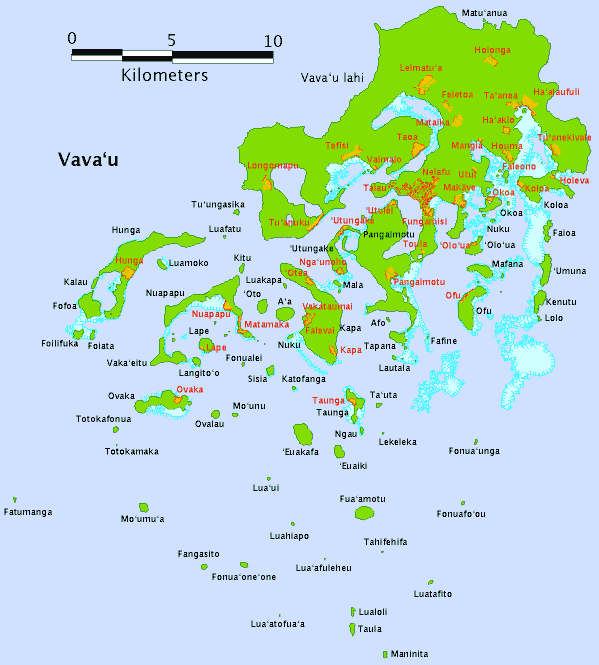
Carte du groupe de Vavaʻu.

Le groupe est composé d'une île principale et d'une soixantaine de petites îles et d'îlots, dont une vingtaine sont habitées.
- Aʻa (18° 44′ 31″ S, 174° 02′ 49″ O)
- Fonualei (18° 01′ 26″ S, 174° 18′ 58″ O) Volcanique.
- Hakaufasi (19° 00′ 50″ S, 174° 00′ 40″ O)
- Kapa (18° 42′ 18″ S, 174° 01′ 48″ O)
- Late (18° 48′ 22″ S, 174° 38′ 46″ O) Volcanique, inhabitée.
- Mafana (18° 40′ 52″ S, 173° 57′ 18″ O)
- Nuapapu (18° 41′ 31″ S, 174° 04′ 37″ O)
- Ovaka (18° 44′ 31″ S, 174° 06′ 11″ O)
- Ovalau (18° 44′ 53″ S, 174° 04′ 44″ O)
- Pangaimotu (18° 40′ 44″ S, 174° 00′ 04″ O)
- Sisia (18° 43′ 41″ S, 174° 03′ 14″ O)
- Tahifehifa (18° 48′ 29″ S, 173° 59′ 56″ O)
- Taula (18° 50′ 35″ S, 174° 00′ 47″ O)
- Taunga (18° 44′ 31″ S, 174° 00′ 47″ O)
- Tokū (19° 09′ 47″ S, 174° 10′ 37″ O)
- Totokafonua (18° 45′ 18″ S, 174° 07′ 34″ O)
- Totokamaka (18° 45′ 43″ S, 174° 07′ 34″ O)
- Vavaʻu, or Vavaʻu lahi 18° 36′ S, 174° 00′ O 89,74 km2, la seconde île des Tonga en superficie, abrite le centre administratif du groupe dénommé Neiafu

## Niuas, groupe septentrional
Le groupe des Niuas est le plus au nord de tout l'archipel des Tonga.
- Niuafoʻou (15° 35′ 24″ S, 175° 37′ 55″ O) 15 km2, 650 habitants, île volcanique avec caldeira.
- Niuatoputapu (15° 57′ 22″ S, 173° 44′ 38″ O) 934 habitants.
- Tafahi (15° 51′ 07″ S, 173° 42′ 36″ O) 3,4 km2, 70 habitants.